# 侃侃
侃侃（4月16日—），江苏扬州人，中国大陆流行音乐女歌手。因行事低调，个人生活不太为公众所知。她的成名曲为《网络情缘》，其他主要单曲还有《隔世离空的红颜》、《爱情啊》、《滴答》等。

## 专辑
- 《我是侃侃》，上海声像出版社2004年7月发行[2]。
- 《老家》，广东美美唱片公司2006年3月发行。
- 《情动》，广州乐满天文化传播有限公司2007年2月发行。